# Richards (Missouri)
Pour les articles homonymes, voir Richards.
Richards est un village situé à l'ouest du comté de Vernon, dans le Missouri, aux États-Unis,. Il est fondé en 1891 et incorporé en 1894.

## Démographie
Lors du recensement de 2010, le village comptait une population de 96 habitants. Elle est également estimée, en 2016, à 96 habitants.

### Source de la traduction
- (en) Cet article est partiellement ou en totalité issu de l’article de Wikipédia en anglais intitulé « Richards, Missouri » (voir la liste des auteurs).